# Laeviheterohelix
Laeviheterohelix es un género de foraminífero planctónico de la subfamilia Heterohelicinae, de la familia Heterohelicidae, de la superfamilia Heterohelicoidea, del suborden Globigerinina y del orden Globigerinida. Su especie tipo es Guembelina pulchra. Su rango cronoestratigráfico abarca desde el Coniaciense superior hasta el Campaniense (Cretácico superior).

## Descripción
Laeviheterohelix incluía especies con conchas biseriadas, inicialmente planiespiraladas, de forma subtriangular longitudinalmente alargada; ocasionalmente presentaban estadio final multiseriada incipiente; sus cámaras eran globulares a subglobulares, o finalmente reniformes; sus suturas intercamerales eran incididas; su contorno ecuatorial era subtriangular y lobulada; su periferia era redondeada; su abertura principal era interiomarginal, lateral, con forma de arco simétrico, y bordeada por un labio con amplias solapas laterales; presentaban pared calcítica hialina, microperforada a finamente perforada, y superficie lisa o papilada, con pequeños poros en túmulo, a veces alineados dando apariencia de estrías finas.

## Discusión
Algunos autores han considerado Laeviheterohelix un sinónimo subjetivo posterior de Heterohelix. Clasificaciones posteriores incluirían Laeviheterohelix en el orden Heterohelicida.

## Paleoecología
Laeviheterohelix incluía especies con un modo de vida planctónico, de distribución latitudinal cosmopolita, preferentemente tropical-subtropical, y habitantes pelágicos de aguas intermedias (medio mesopelágico superior).

## Clasificación
Laeviheterohelix incluye a las siguientes especies:
- Laeviheterohelix flabelliformis †
- Laeviheterohelix pulchra †
- Laeviheterohelix reniformis †
- Laeviheterohelix turgida †